# OpFires

El Operational Fires (abreviado como OpFires, en español Fuegos Operacionales) es un misil balístico de alcance medio hipersónico lanzado desde tierra desarrollado por DARPA para las Fuerzas Armadas de los Estados Unidos. El sistema despliega un vehículo de planeo impulsado. El contratista principal del programa es Lockheed Martin. Se cree que el alcance es de hasta 1.000 millas (1.609 kilómetros).
Con el OpFires se tiene la intención de producir un misil hipersónico de alcance medio que sea más barato y con menos alcance que el arma hipersónica de largo alcance (LRHW) para atacar a un mayor número de objetivos en rangos operativos. Reutilizará el cuerpo deslizante del AGM-183 ARRW. El aspecto único del OpFires es el uso de un motor de cohete "acelerable", donde el empuje se puede apagar en un punto deseado en pleno vuelo en lugar de tener que esperar hasta que se queme todo el combustible para que sea más capaz de alcanzar un objetivo de corto alcance.

## Historia
El sistema se probó con éxito en julio de 2022 desde un vehículo lanzador basado en el sistema de carga paletizada en el Polígono de Misiles de White Sands. El sistema logró todos los objetivos de la prueba, incluido el primer uso de un camión logístico del Cuerpo de Marines de EE. UU. (USMC) como lanzador de misiles de alcance medio, salida de botes de misiles, captura de vuelo estable y uso de artillería de inventario del Ejército de EE. UU. sistemas de control de fuego para iniciar la misión de prueba. Lockheed Martin construyó el sistema, que incluye un motor cohete Northrop Grumman, y realizó la prueba.